# پل شکسته (خرم‌آباد)
پل شکسته یا پل شاپوری (به لری: طاقه پیل اِشکه‌سه) (طاقِ پیل اِشْکِسَّه) یکی از شاهکارهای معماری دوره ساسانیان محسوب می‌شود و در ضلع جنوبی قلعه فلک افلاک در جنوب شهر خرم‌آباد در استان لرستان واقع شده‌است.
در تاریخ ۱۵ اردیبهشت ۱۳۵۴ با شمارهٔ ثبت ۱۰۵۸ به‌عنوان یکی از آثار ملی ایران به ثبت رسیده است.

## پیشینه
پل شاپوری عامل ارتباط غرب استان لرستان (طرهان) با شرق و از آنجا به خوزستان و تیسفون (پایتخت ساسانیان) بوده‌است. از این پل ا حتمالاً کاربری آبرسانی و پخش آب  را نیز داشته‌است.

## معماری
این پل نزدیک به ۳۱۲ متر درازا و حدود ۱۰ متر بلندا داشته‌است. پل از ۲۸ چشمه طاق و ۲۷ پایه پل تشکیل شده بود که هم اینک تنها ۵ چشمه طاق از آن‌ها بر جای مانده‌است و دیگر چشمه‌ها بر اثر عوامل طبیعی ویران شده‌است. سطح هرپایه ۶۱ متر و فاصله بین دو پایه ۷.۵ متر است.  طاق‌های پل به صورت جناقی ساخته شده و سبک‌سازی پل در قسمت طولی پل در زیر روگذر پل صورت گرفته‌است و پایه‌های پل و موج شکنهای آن به صورت لوزی شش ضلعی از سنگ ساخته شده‌است مصالح این پل از سنگ، ملات گچ و ساروج است. مصالح پل را سنگ‌های قلوه رودخانه‌ای و لاشه سنگ در چشمه طاق‌ها و از سنگ‌های پاکتراش در قسمت پایه‌ها بهره گرفته شده‌است. کف پل سنگ‌فرش است. نوع سنگ‌فرش، سنگ بلوک قرمز است که در اثر فرسایش آب از صورت کادر بودن خارج شده‌است.

## نگارخانه

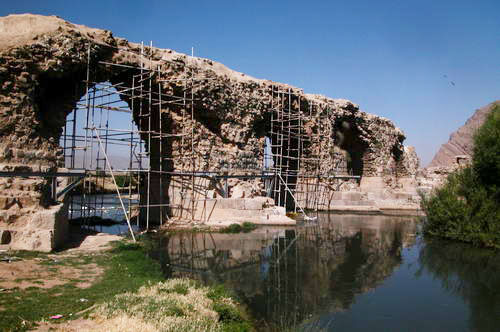
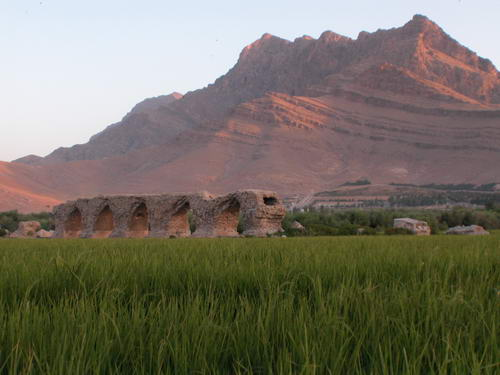
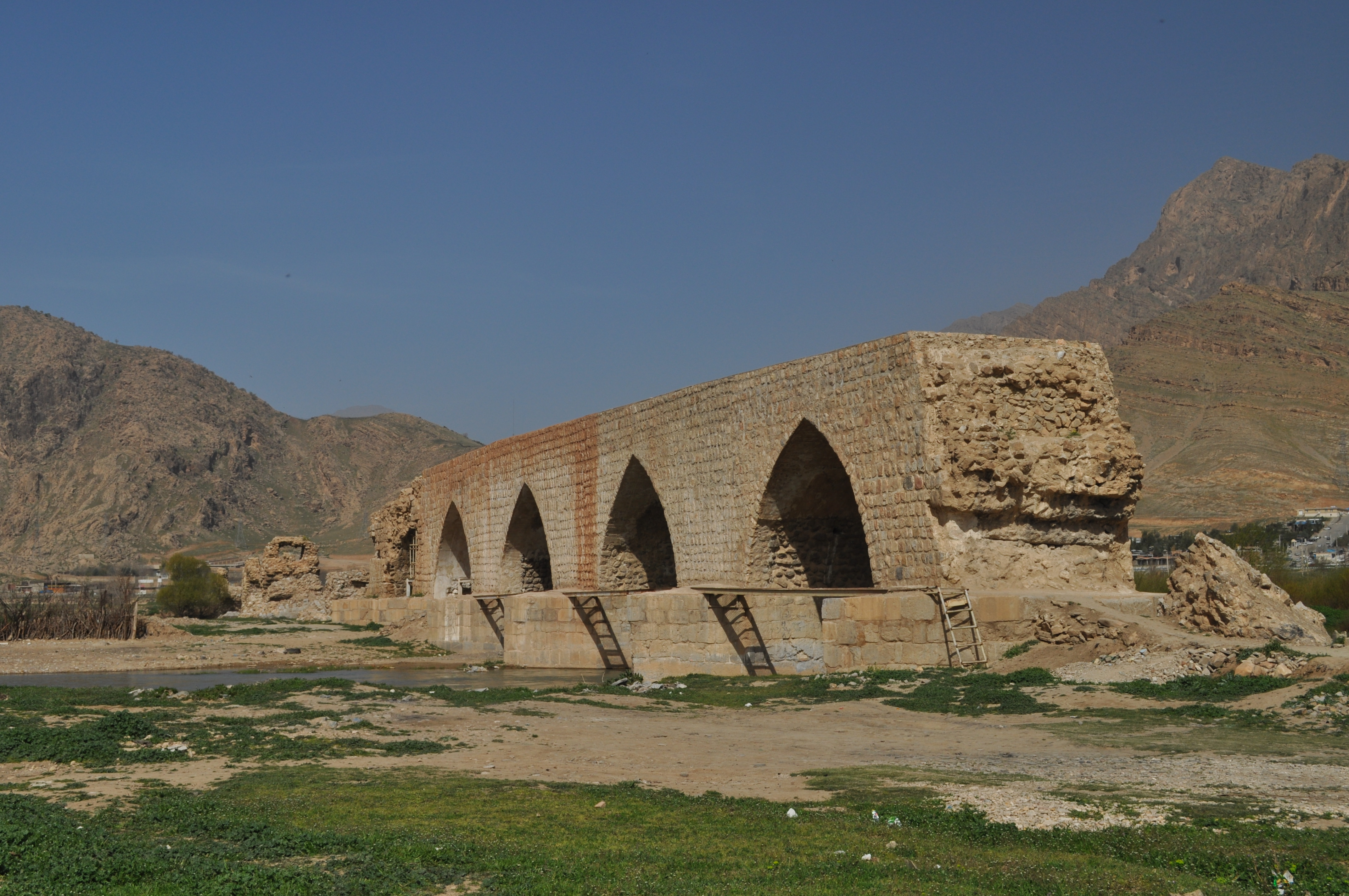
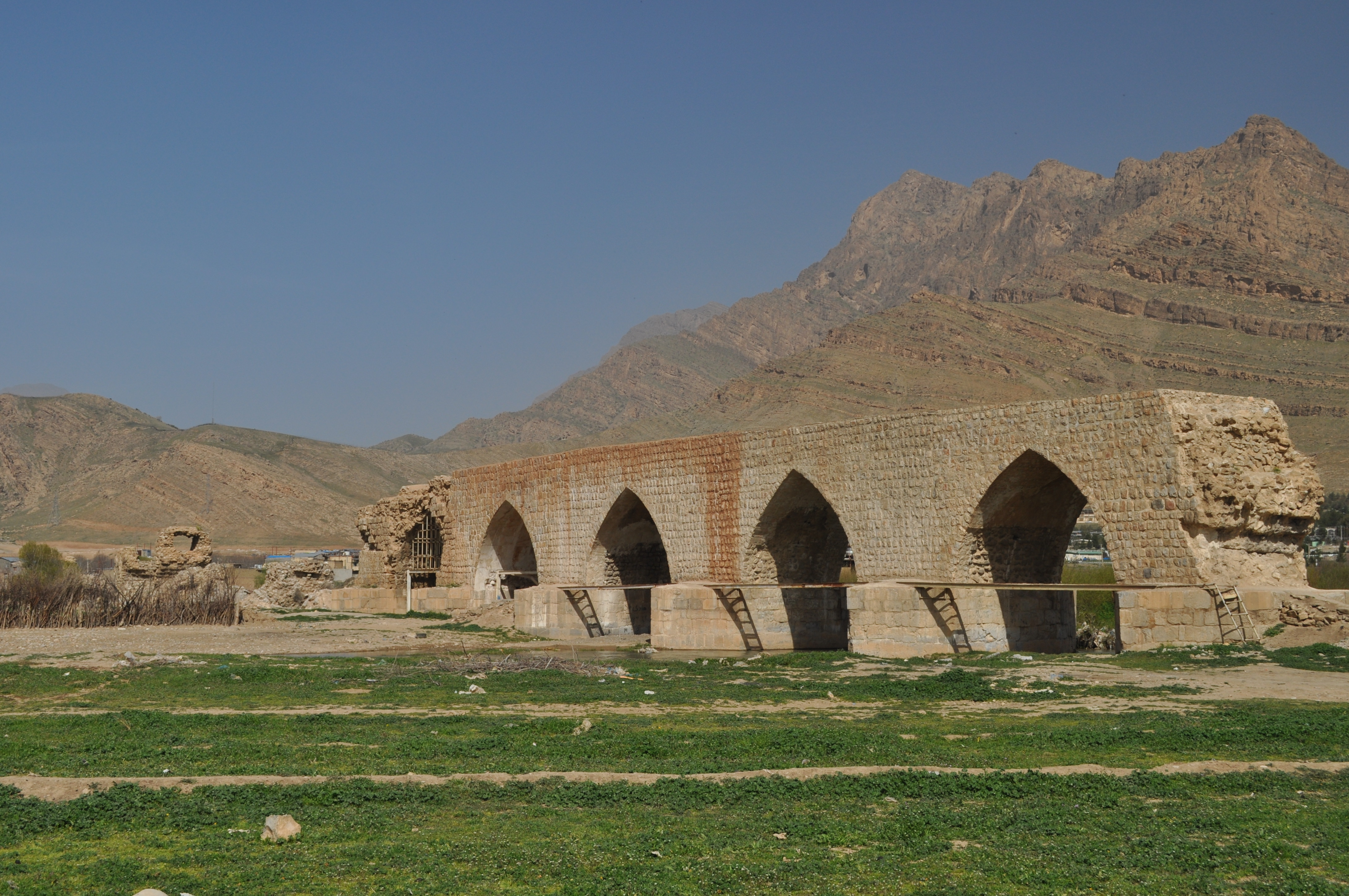
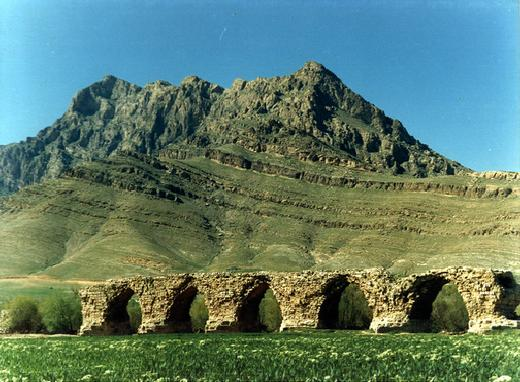